# Palpalá (departement)
Palpalá is een departement in de Argentijnse provincie Jujuy. Het departement (Spaans:  departamento) heeft een oppervlakte van 467 km² en telt 48.199 inwoners.

## Plaatsen in departement Palpalá
- Altos Hornos Zapla
- Carahunco
- Centro Forestal
- El Algarrobal
- El Cucho
- Las Capillas
- Los Blancos
- Mina 9 de Octubre
- Palpalá
- Río Blanco
- Villa Palpalá